# Joseph May Swing
Joseph May Swing (Jersey City, 28 febbraio 1894 – San Francisco, 9 dicembre 1984) è stato un generale statunitense, che prese parte alla prima guerra mondiale ed ebbe il comando della 11th Airborne Division durante la Campagna per liberare le Filippine nella seconda guerra mondiale.

## Biografia

### Primi anni di vita e carriera militare
Joseph May Swing nacque a Jersey City nello stato del New Jersey il 28 febbraio 1894 da Mary Ann (née Snellgrove) e Joseph Swing. Frequentò la United States Military Academy di West Point e venne commissionato come Secondo tenente dopo la laurea nel 1915 (come parte della "The class the stars fell on"). Nel 1916, servì nella spedizione punitiva del generale John Pershing contro Pancho Villa in Messico. Durante la prima guerra mondiale, servì in Francia con la 1ª divisione di fanteria. Dopo essere ritornato negli Stati Uniti, servì come aiutante del generale Peyton March. Sposò la figlia di quest'ultimo Josephine l'8 luglio 1918.

### Tra le due guerre
dopo la guerra, Swing continuò la sua carriera nell'artiglieria, diplomandosi con onore alla United States Army Field Artillery School a Fort Sill, in Oklahoma. Nel 1927 si diplomò nuovamente alla Comand and General Staff School a Fort Leavenworth in Kansas, e nel 1935 si diplomò per la terza volta allo United States Army War College a Washington. Dal 1938 al 1940 servì come capo di stato maggiore della 2ª divisione di fanteria, e in seguito come comandante di artiglieria per la 1ª divisione di cavalleria.

### Seconda guerra mondiale
Dopo essere stato promosso a Brigadier generale nel 1941, Swing organizzò la divisione di artiglieria della 82ª divisione di fanteria, poco prima della sua conversione in una divisione aviotrasportata. Dopo essere stato promosso a Maggior generale, nel febbraio 1943 Swing attivò la nuova organizzata 82ª divisione aviotrasportata a Camp Mackall in Carolina del Nord. Venne in seguito inviato nel teatro mediterraneo per assistere la pianificazione delle operazioni aviotrasportate che condussero in seguito all'Operazione Husky, l'invasione della Sicilia. Dopo essere ritornato negli Stati Uniti, continuò a supervisionare l'addestramento della 82ª divisione aviotrasportata, guidandola nel successo della manovra di addestramento di Knollwood il 7 dicembre 1943. La performance di Swing e della 11ª divisione aviotrasportata è citata per aver salvato il concetto della divisione aviotrasportata.
Swing, gli ufficiali e gli uomini della 11ª divisione aviotrasportata salparono per il pacifico sud-occidentale nel maggio 1944. Guidò in seguito questa divisione per la durata della guerra, dall'Invasione delle Filippine all'Occupazione del Giappone. Swing e l'11ª divisione aviotrasportata salutarono il generale Douglas MacArthur dopo il suo arrivo in Giappone all'aerodromo di Atsugi il 30 agosto 1945.

### Dopoguerra
Swing comandò l'11ª divisione aviotrasportata fino al 1948 quando venne assegnato al comando del 1º Corpo d'armata a Kyoto in Giappone. A questo seguì il periodo come comandante della Field Artillery School a Fort Sill, in seguito quello dell'Army War College a Carlisle Barracks in Pennsylvania. Il suo ultimo incarico come comandante fu quello della 6ª armata dell'esercito statunitense a San Francisco nel 1951. Swing si ritirò dal servizio attivo il 28 febbraio 1954, con il grado di Tenente generale.
dopo aver lasciato l'esercito, il suo amico ed ex compagno di classe a West Point Dwight D. Eisenhower lo nominò a Commissario dell'Immigrazione e della Naturalizzazione. Dopo la conferma, Swing servì come direttore dell'Immigration and Naturalization Service dal 1954 al 1962. Tra i programmi che implementò vi fu la controversa Operazione Wetback nel 1954, designata per rallentare il numero di passaggi illegali dai confini del Messico.
Swing morì a San Francisco all'età di 90 anni il 9 dicembre 1984, e venne sepolto al Cimitero nazionale di Arlington.